# ボンベシン
ボンベシン(Bombesin)は、ヨーロッパスズガエル(Bombina bombina)の皮膚から単離された、14個のアミノ酸から構成されるペプチドである。哺乳類では、ニューロメジンBとガストリン放出ペプチドという2つのホモログがある。G細胞からのガストリンの放出を促進する。BBR1、BBR2、BBR3として知られる3種類のGタンパク質結合受容体を活性化する。また、脳内でもこれらの受容体を活性化する。コレシストキニンとともに、食行動を停止するシグナルに負のフィードバックを与える2番目に重要な物質である。
肺がん、胃がん、神経芽細胞腫の小さな腫瘍のマーカーにもなる。